# Jean Malléjac
Jean Malléjac (* 19. Juli 1929 in Dirinon; † 24. September 2020 in Landerneau) war ein französischer Radrennfahrer.

## Sportliche Laufbahn
Malléjac war im Straßenradsport aktiv. Von 1950 bis 1958 war er Berufsfahrer. Seine bedeutendsten Erfolge hatte er bei der Tour de France. 1953 wurde er Zweiter der Rundfahrt hinter Louison Bobet, 1954 dann Fünfter des Gesamtklassements. 1953 holte er einen Etappensieg. 1950 siegte er im Prix de Callac. 
Malléjac war der erste Fahrer, dem während der Tour de France Doping nachgewiesen wurde. Dies geschah bei der Tour 1955 im Anstieg zum Mont Ventoux. Kurz vor dem Gipfel fiel er ausgestreckt auf die Straße und wurde bewusstlos. Erst nach fünfzehn Minuten erlangte der (wie sich später herausstellte mit Amphetamin betäubte) Malléjac das Bewusstsein wieder, nachdem der Tourarzt ihm Sauerstoff verabreicht hatte. Malléjac bestritt die Einnahme von Dopingmitteln.
Malléjac bestritt alle Grand Tours. 

## Grand-Tour-Platzierungen
| Grand Tour            | 1952 | 1953 | 1954 | 1955 | 1956 | 1957 | 1958 |
| --------------------- | ---- | ---- | ---- | ---- | ---- | ---- | ---- |
| Vuelta a EspañaVuelta | –    | –    | –    | –    | –    | 19   | –    |
| Giro d’ItaliaGiro     | –    | –    | –    | –    | –    | 48   | –    |
| Tour de FranceTour    | 33   | 2    | 5    | DNF  | 34   | –    | DNF  |